# Verena Steinhauser
Verena Steinhauser (* 14. Oktober 1994 in Brixen) ist eine italienische Triathletin und zweifache Olympiastarterin (2020, 2024).

## Werdegang
Verena Steinhauser wurde im Juni 2016 U23-Europameisterin im Mixed Relay (Staffel; mit Angelica Olmo, Gianluca Pozzatti und Dario Chitti).
Im Juli wurde sie Italienische Meisterin Triathlon.

### Olympische Sommerspiele 2020
Im Mai 2021 qualifizierte sich die damals 26-Jährige zusammen mit Angelica Olmo, Alice Betto, Gianluca Pozzatti und Delian Stateff für einen Startplatz bei den Olympischen Sommerspielen (23. Juli bis 8. August) in Tokio.
Sie belegte im Staffelrennen den achten und im Einzelrennen den 20. Rang.
Bei der Weltmeisterschafts-Rennserie 2022 belegte Verena Steinhauser im November als beste Italienerin den 15. Rang.

### Olympische Sommerspiele 2024
2024 qualifizierte sie sich zum zweiten Mal für einen Startplatz bei den Olympischen Sommerspielen und sie belegte im Juli in Paris als drittbeste Italienerin den 39. Rang.
Im August belegte die 29-Jährige in der gemischten Staffel mit Alice Betto, Alessio Crociani und Gianluca Pozzatti für Italien den sechsten Rang.

## Sportliche Erfolge
| Datum/Jahr    | Rang | Wettbewerb                                          | Austragungsort     | Zeit     | Bemerkung                                                                                                  |
| ------------- | ---- | --------------------------------------------------- | ------------------ | -------- | --- |
| 5. Okt. 2024  | 5    | ITU Triathlon World Cup                             | Rom                | 01:01:11 | |
| 5. Aug. 2024  | 6    | Olympische Sommerspiele 2024, Mixed Relay           | Paris              | 01:27:11 | in der gemischten Staffel mit Alice Betto, Alessio Crociani und Gianluca Pozzatti                          |
| 31. Juli 2024 | 39   | Olympische Sommerspiele 2024                        | Paris              | 02:02:35 | |
| 14. Juli 2024 | 30   | ITU World Championship Series 2024                  | Hamburg            | 00:57:37 | |
| 13. Mai 2023  | 19   | ITU World Championship Series 2023                  | Yokohama           | 01:56:13 | |
| 3. März 2023  | 9    | ITU World Championship Series 2023                  | Abu Dhabi          | 00:58:48 | |
| 26. Nov. 2022 | 14   | ITU World Championship Series 2022                  | Abu Dhabi          | 01:58:47 | Grand Final                                                                                                |
| 6. Nov. 2022  | 8    | ITU World Championship Series 2022                  | Bermuda            | 02:04:38 | |
| 12. Aug. 2022 | 15   | ETU Triathlon European Championship                 | München            | 01:54:21 | Europameisterschaft                                                                                        |
| 28. Mai 2022  | 6    | ITU Triathlon World Cup                             | Arzachena          | 01:01:00 | |
| 17. Okt. 2021 | 2    | ITA Triathlon National Championships                | Lignano Sabbiadoro |          | |
| 31. Juli 2021 | 8    | Olympische Sommerspiele 2020 Mixed Relay            | Tokio              | 01:26:23 | gemischte Staffel                                                                                          |
| 27. Juli 2021 | 20   | Olympische Sommerspiele 2020                        | Tokio              | 02:01:47 | |
| 7. Okt. 2017  | 3    | ITA Triathlon National Championships                | Lerici             |          | |
| 30. Juli 2016 | 1    | ITA Triathlon National Championships                | Caorle             | 02:05:12 | |
| 18. Juni 2016 | 1    | ETU Triathlon European Championship U23 Mixed Relay | Burgas             |          | U23-Europameisterin Triathlon, Mixed Relay (Staffel) mit Angelica Olmo, Gianluca Pozzatti und Dario Chitti |
| 10. Mai 2014  | 2    | Kalterer See Triathlon                              | Kalterer See       |          | Zweite hinter Elisa Battistoni                                                                             |

| Datum/Jahr    | Rang | Wettbewerb                                 | Austragungsort | Zeit | Bemerkung |
| ------------- | ---- | ------------------------------------------ | -------------- | ---- | --------- |
| 24. März 2024 | 3    | ITA Sprint Duathlon National Championships | Imola          |      |           |

(DNF – Did Not Finish)